# Campsiandra angustifolia
Campsiandra angustifolia är en ärtväxtart som beskrevs av George Bentham. Campsiandra angustifolia ingår i släktet Campsiandra och familjen ärtväxter. Inga underarter finns listade i Catalogue of Life.